# Ophiopristis luctosa
Ophiopristis luctosa is een slangster uit de familie Ophiacanthidae.
De wetenschappelijke naam van de soort werd in 1904 gepubliceerd door René Koehler.